# Спорт в Челябинской области
Спорт в Челябинской области — различные спортивные организации представляющие Челябинскую область на профессиональном спортивном уровне в разных видах спорта. Наиболее развитым в регионе видом спорта является хоккей. Магнитогорский «Металлург» стал обладателем Кубка Гагарина в сезоне 23/24.

## Баскетбол
В Единой лиге ВТБ команд из Челябинской области по баскетболу нет. В мужском и женском первенствах России по баскетболу выступает БК «Челбаскет» и аффилированный с ним ЖБК «Славянка».

## Волейбол
В Суперлиге команд, представляющих Челябинск и Челябинскую область нет. В Высшей лиге А выступают сразу два коллектива, представляющие южно-уральский регион «Динамо» и «Магнитка», представляющие Челябинск и Магнитогорск соответственно. В чемпионате среди женских команд Челябинск представляет женский волейбольный клуб Динамо-Метар, выступающий на одноименой арене.

## Гандбол
В гандбольном чемпионате представлен клуб «Динамо-Сунгуль», являющийся правопреемником таких клубов как «Динамо» и «Сунгуль» представляющий города Челябинск и Озерск соответственно.

## Мини-футбол
В первой лиге по мини-футболу представлен МФК «Южный Урал». Ранее в чемпионате России по мини-футболу выступали команды «УПИ» и МФК «Челябинец».

## Хоккей
Хоккей является наиболее развитым видом спорта в регионе, по количеству выигранных в хоккей трофеев регион занимает одно из первых мест . Хк «Трактор» является обладателем Кубка Континента 2012/2013 годов, серебряным призёром сезона 2012/13, дважды становился бронзовым призёром в сезонах 2017/18 и 2023/2024 , магнитогорский Металлург является трех кратным обладателем Кубка Гагарина, так же является победителем хоккейной Лиги чемпионов 2007/2008. МХК «Стальные Лисы», молодёжная команда «Хк Металлург» Магнитогорск, является победителем первого розыгрыша Кубка Харламова в сезоне 2009/10. Так же в ВХЛ выступают фарм-клубы Хк «Трактор» и Хк «Металлург»- «Челмет» и «Магнитка», вступивший в ВХЛ перед началом сезона 2024/25. Так же среди хоккейных команд можно отметить Хк Мечел и Звезда в разное время выступавшие в первенствах СССР и России по хоккею.

## Футбол
В советское время футбол в Челябинске и области был представлен множеством команд. В настоящее время Челябинскую область представляют два профессиональных футбольных клуба «ФК Челябинск», играющий во Второй лиге Дивизион А и «Торпедо» выступающий во Второй лиге Дивизион Б.